# Trachypogon
Trachypogon is een geslacht uit de grassenfamilie (Poaceae). De soorten van dit geslacht komen voor in Afrika, Noord-Amerika en Zuid-Amerika.

## Soorten
Van het geslacht zijn de volgende soorten bekend:
- Trachypogon chevalieri
- Trachypogon macroglossus
- Trachypogon spicatus
- Trachypogon vestitus